# Ектор Барбера
Е́ктор Барбера́ Валь (ісп. Héctor Barberá Vall; 2 листопада 1986, Дос-Агуас, Валенсія, Іспанія) — іспанський мотогонщик, учасник чемпіонату світу з шосейно-кільцевих мотогонок серії MotoGP. Останній переможець гонки класу 250cc (Гран-Прі Валенсії—2009). У сезоні 2016 виступає в класі MotoGP за команду «Avintia Racing» під номером 8.

## Біографія

### Кар'єра у MotoGP

#### Клас 125сс: 2002-2004
З командою «Master-Aspar Team» в 2002 році Барбера досяг свого першого великого успіху, вигравши чемпіонат Іспанії в класі 125сс, взявши також участь у чемпіонаті світу з шосейно-кільцевих мотогонок серії MotoGP в аналогічному класі, посівши в підсумку 14-е місце. Найвищим результатом у сезоні стало четверте місце на Гран-прі Чехії.
Продовживши співпрацю з «Aspar Team» у 2003 році (команда «Master-MXOnda-Aspar Team»), Ектор досяг перших значних успіхів на глобальному рівні — здобув дві перемоги (у Великої Британії та Японії), посівши третє місце у загальному заліку.
У 2004 році Ектор покинув «Aspar Team» та підписав контракт з командою футболіста Кларенса Зедорфа «Seedorf Racing». З нею здобув 4 перемоги на етапах і став віце-чемпіоном світу, поступившись лише Андреа Довіціозо.

#### Клас 250сс: 2005-2009
Сезон 2005 року ознаменувався переходом Ектора до класу 250сс, що втілилось у підписання контракту з командою «Fortuna Honda», яка комплектувалась мотоциклами Honda RSW 250. Його напарником став Хорхе Лоренсо. Сезон Ектор закінчив на 9-му місці.
В наступному році «Fortuna Honda» стає заводською командою Aprilia Racing, отримує у своє розпорядження мотоцикл Aprilia RS250 та змінює назву на «Fortuna Aprilia». Ектор здобуває свою першу перемогу в класі на Гран-Прі Китаю, закінчивши сезон на сьомій позиції.
У 2007 Ектор переходить у команду «Team Toth Aprilia», здобуває з нею 3 подіуми і закінчує сезон на п'ятому місці.
У 2008 Барбера продовжує співпрацю з «Team Toth Aprilia», помінявши свій номер з 80 на 21. У цьому сезоні Ектор демонстрував свої найкращі результати, завоювавши чотири подіуми, проте після серйозної аварії, що відбулась під час тренувань на Гран-Прі Японії, він змушений був пропустити 5 гонок в сезоні, зайнявши в чемпіонаті 6-е місце.
У 2009 році Ектор перебрався до новоствореної команди «Pepe World Team», якою керував Сіто Понс. Барбера зайняв в сезоні друге місце, здобувши 8 подіумів та 3 перемоги (у Катарі, Сан Марино та Валенсії).

#### Клас MotoGP: з 2010
У 2010 році Ектор переходить до MotoGP, підписавши контракт з командою «Paginas Amarillas Aspar», з якою виступав і у наступному сезоні (команда змінила назву на «Mapfre Aspar Team MotoGP»).
У 2012 році він переходить до італійської команди «Pramac Racing Team», з якою провів свій найкращий сезон у MotoGP, зайнявши 11 місце.
В кінці 2012 року Барбера оголосив про перехід у іспанську команду «Avintia Blusens». У сезоні 2013 року найкращим результатом Ектора стало 10-е місце на Гран-Прі США. В загальному заліку він фінішував на 16-му місці.
В сезоні 2014 співпраця Барбери з командою «Avintia Blusens» продовжилась. Перед сезоном команда відмовилась від використання мотоцикла FTR. Ектору був наданий мотоцикл власної розробки команди, який був оснащений рядним 4-циліндровим двигуном виробництва Kawasaki. Барбера не міг на ньому конкурувати з кращими гонщиками класу; його основним завданням стало потрапляння у 15-ку найкращих. Такий розклад справ не влаштовував ні гонщика, ні команду. Тому в другій половині сезону керівництво «Avintia Racing» уклало контракт з командою «Ducati Corse» на постачання мотоциклів на сезони 2015-2016. Додатково Ектор отримав можливість виступити на 5-ти останніх етапах сезону 2014 на Ducati GP14. У перших двох гонках „Барберікс“ звикав до нового мотоцикла, а на третій, у Австралії, зайняв 5-те місце, продемонструвавши свій найкращий результат у „королівському“ класі.  Загалом же за підсумками сезону іспанець посів 18-е місце загального заліку.
Наступний сезон Ектор провів на звичному для себе рівні — найкращим його результатом стало 9-е місце на Гран-Прі Японії; загалом же за підсумками сезону він зайняв 15-е місце і став найкращим гонщиком класу Open.
В сезоні 2016 співпраця іспанця з командою «Avintia Racing» продовжилась.

### Статистика виступів

#### У розрізі сезонів
| Сезон | Клас   | Команда                  | Мотоцикл                | Гонки | Пер | Под | ПП | НК | Очки | Місце |
| ----- | ------ | ------------------------ | ----------------------- | ----- | --- | --- | -- | -- | ---- | ----- |
| 2002  | 125cc  | Master Aspar Team        | Aprilia                 | 15    | 0   | 0   | 0  | 0  | 50   | 14    |
| 2003  | 125cc  | Master-MXOnda-Aspar Team | Aprilia                 | 16    | 2   | 5   | 0  | 2  | 164  | 3     |
| 2004  | 125cc  | Seedorf Racing           | Aprilia                 | 16    | 4   | 7   | 1  | 4  | 202  | 2     |
| 2005  | 250cc  | Fortuna Honda            | Honda                   | 16    | 0   | 0   | 0  | 0  | 120  | 9     |
| 2006  | 250cc  | Fortuna Aprilia          | Aprilia                 | 14    | 1   | 3   | 2  | 1  | 152  | 7     |
| 2007  | 250cc  | Team Toth Aprilia        | Aprilia                 | 17    | 0   | 5   | 0  | 1  | 177  | 5     |
| 2008  | 250cc  | Team Toth Aprilia        | Aprilia                 | 12    | 0   | 4   | 2  | 1  | 142  | 6     |
| 2009  | 250cc  | Pepe World Team          | Aprilia                 | 16    | 3   | 8   | 4  | 1  | 239  | 2     |
| 2010  | MotoGP | Paginas Amarillas Aspar  | Ducati                  | 18    | 0   | 0   | 0  | 0  | 90   | 12    |
| 2011  | MotoGP | Mapfre Aspar Team MotoGP | Ducati                  | 16    | 0   | 0   | 0  | 0  | 82   | 11    |
| 2012  | MotoGP | Pramac Racing Team       | Ducati                  | 15    | 0   | 0   | 0  | 0  | 83   | 11    |
| 2013  | MotoGP | Avintia Blusens          | FTR                     | 18    | 0   | 0   | 0  | 0  | 35   | 16    |
| 2014  | MotoGP | Avintia Blusens          | Avintia                 | 18    | 0   | 0   | 0  | 0  | 26   | 18    |
| 2014  | MotoGP | Avintia Blusens          | Ducati Desmosedici GP14 | 18    | 0   | 0   | 0  | 0  | 26   | 18    |
| 2015  | MotoGP | Avintia Racing           | Ducati Desmosedici GP14 | 18    | 0   | 0   | 0  | 0  | 33   | 15    |
| 2016  | MotoGP | Avintia Racing           | Ducati Desmosedici GP14 |       |     |     |    |    |      |       |
| Разом | Разом  | Разом                    | Разом                   | 225   | 10  | 32  | 9  | 10 | 1595 |       |

## Цікаві факти
- Отримав прізвисько «Barbérix» в 2009 році на Гран-Прі Великої Британії у Донінгтон Парку за те, що був зображений на карикатурі в образі Астерікса, а його менеджер — Обелікса. У тому ж сезоні він посів 2-е місце в загальному заліку в класі 250сс, і після фінішу останнього Гран-Прі сезону у Валенсії одягнув вбрання Обелікса, в члени його команди одягли шоломи Астерікса.[4]
- У травні 2013 року Ектор Барбера та його близька подруга були засуджені до позбавлення волі умовно на шість та п'ять місяців відповідно за прояв взаємної агресії, а точніше за бійку.[5]